# Schießpulverturm

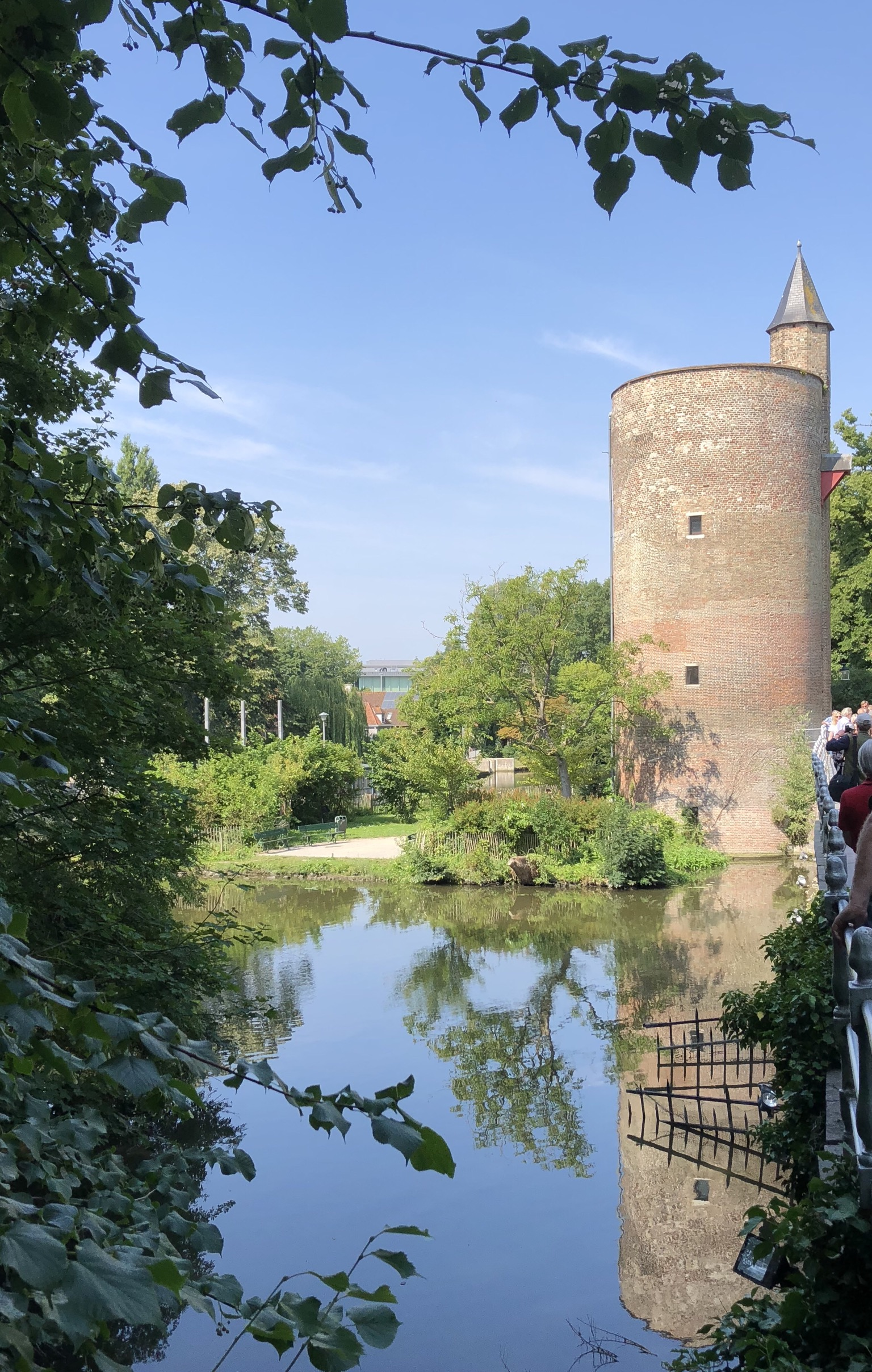
Schießpulverturm, Blick von Osten, 2019

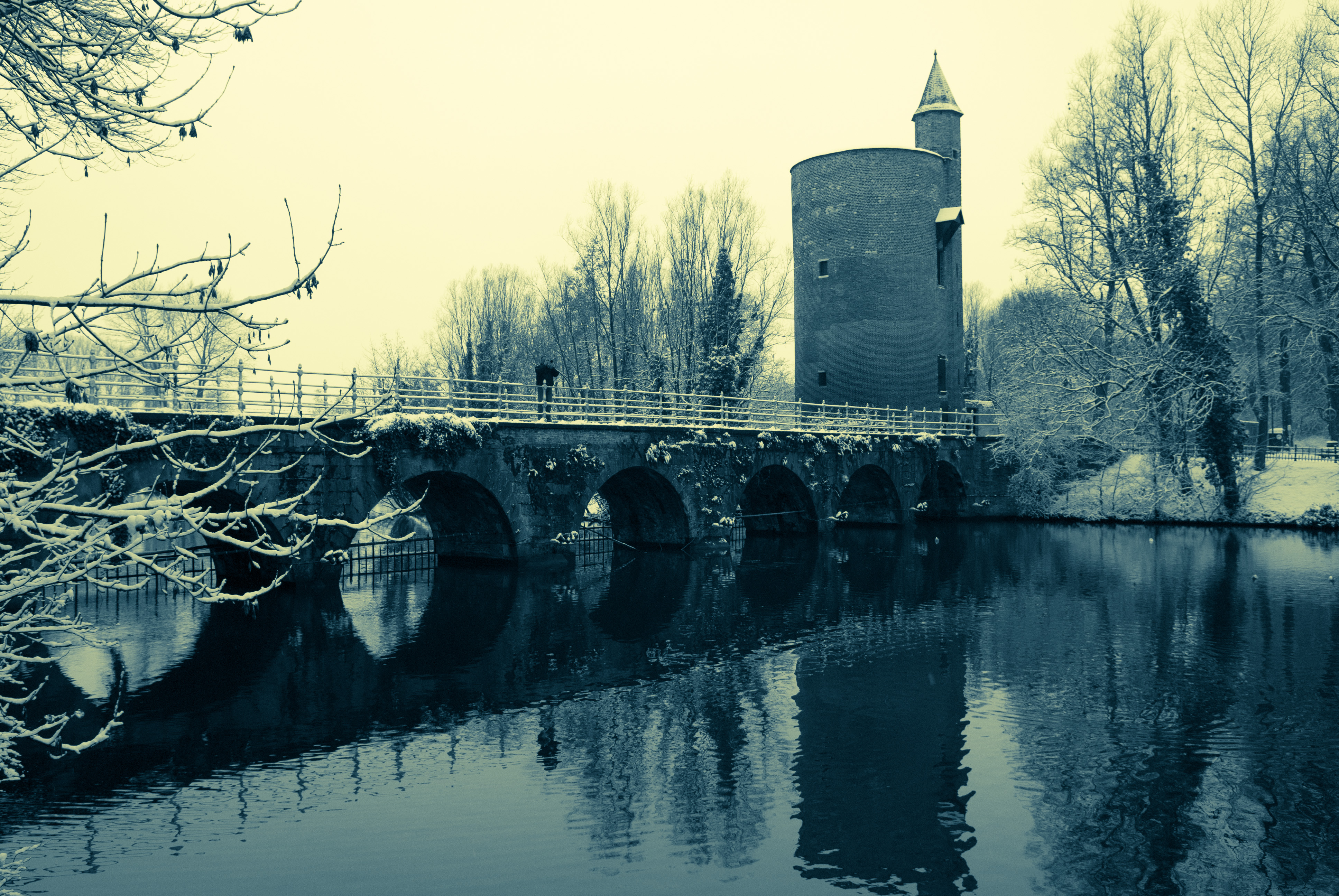
Turm und Minnewaterbrücke, 2009

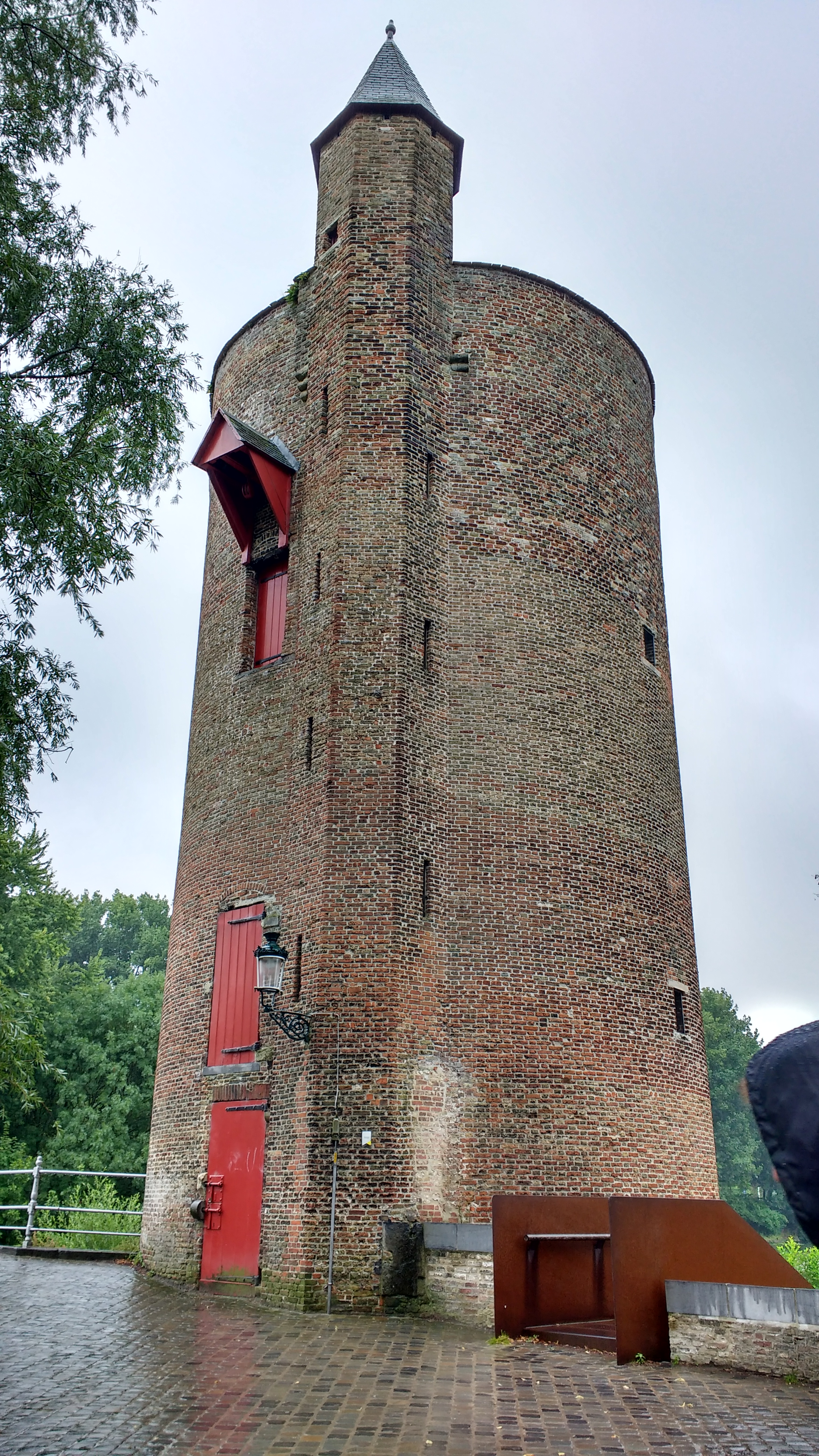
Blick von Nordwesten, 2016

Der Schießpulverturm (niederländisch Poertoren), auch als Großer Turm oder nur als Pulverturm bezeichnet, ist ein denkmalgeschützter Pulverturm in Brügge in Belgien.

## Lage
Er befindet sich am südlichen Rand der Brügger Altstadt am östlichen Ende der Straße Begijnenvest. Der Turm erhebt sich unmittelbar über den östlich angrenzenden Liebessee, der direkt am Turm von der Minnewaterbrücke überspannt wird.

## Geschichte
Der freistehende Turm wurde von 1398 bis 1401 von Jan van Oudenaarde errichtet und ist ein erhaltener Rest des ehemaligen Wassertores von Brügge, zu dem auch ein jedoch nicht erhaltener Turm auf der anderen Seite des Liebessees gehörte. Der Schießpulverturm war Bestandteil der Stadtbefestigung Brügge. Vom 15. Jahrhundert an, bis in das erste Viertel des 20. Jahrhunderts hinein, diente der Turm zur Lagerung von Schießpulver, woraus sich sein Name ergibt. Ab 1665 diente er allerdings für einige Zeit auch als Mühle. Der Keller des Turms wurde in der Zeit vor 1785 als Eiskeller genutzt.
Von 1989 bis 1991 wurde der Schießpulverturm nach einem Entwurf des Brügger Architekten A. Cottyn restauriert. Seit dem 16. Dezember 1991 steht der Turm unter Denkmalschutz.

## Architektur
Der runde Turm ist dreigeschossig aus Backsteinen gebaut und erreicht eine Höhe von 18 Metern. Er verfügt im ersten und zweiten Obergeschoss jeweils über drei kleine annähernd quadratische Fensteröffnungen. An seiner Nordwestseite befindet sich ein polygonaler Treppenturm. Während der eigentliche Turm von einem Flachdach abgeschlossen wird, ist der Treppenturm mit einem Zeltdach bedeckt. Der Treppenturm verfügt über schlitzartige Fenster. Linksseitig des Treppenturms befindet sich der Eingang zum Untergeschoss. Oberhalb des Eingangs sind Ladetüren angeordnet.
Der Keller wird von einem achtteiligen Rippengewölbe überspannt, welches auf Konsolen aus Natursteinen ruht. In den oberen Geschossen bestehen gemauerte Gewölbe.